# Zbijewo-Kolonia
Zbijewo-Kolonia – wieś w Polsce położona w województwie wielkopolskim, w powiecie kolskim, w gminie Przedecz.
W latach 1975–1998 miejscowość administracyjnie należała do województwa konińskiego.
Zobacz też: Zbijewo